# 5580 Sharidake
Az 5580 Sharidake (ideiglenes jelöléssel 1988 RP1) a Naprendszer kisbolygóövében található aszteroida. Kin Endate,  Vatanabe Kazuró fedezte fel 1988. szeptember 1-jén.